# Parc zoologique municipal de Himeji
Le parc zoologique municipal d'Himeji (姫路市立動物園), est un parc situé dans la basse-cour du château de Himeji, dans le centre urbain de Himeji, préfecture de Hyōgo, au Japon.

## Composition
En 2020[réf. nécessaire], la faune remarquable qu'il accueille compte une girafe, un chameau, un éléphant, mais aussi chien viverrin (tanuki), un panda roux, quelques singes, des flamants roses, un pélican et quelques autres oiseaux marins, dont des pingouins, quelques fauves, différents rapaces, un âne, deux ours blancs, un hippopotame[réf. nécessaire].

## Aménités
Des manèges pour enfants sont placés au nord du parc.

## Galerie

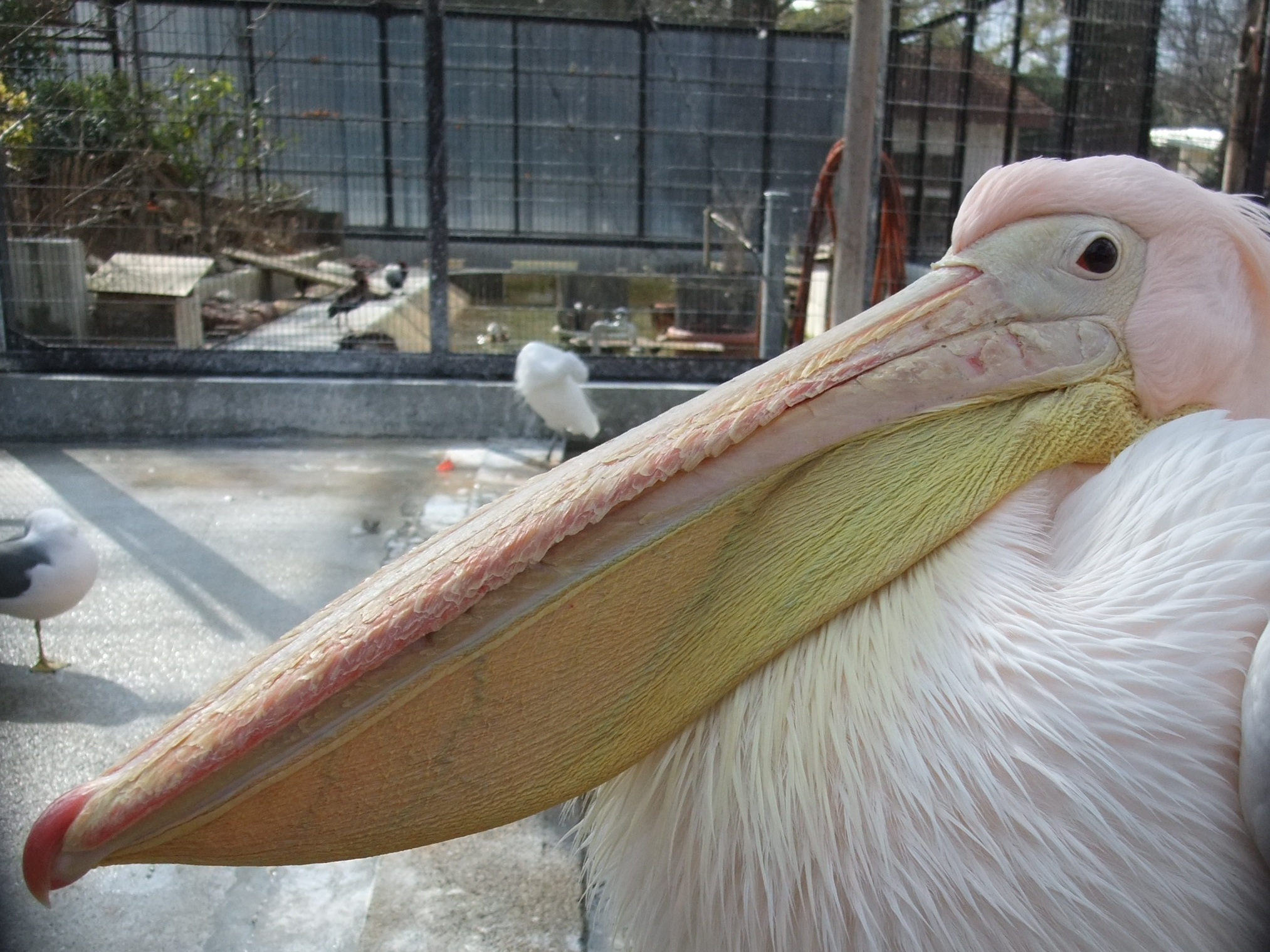
pélican
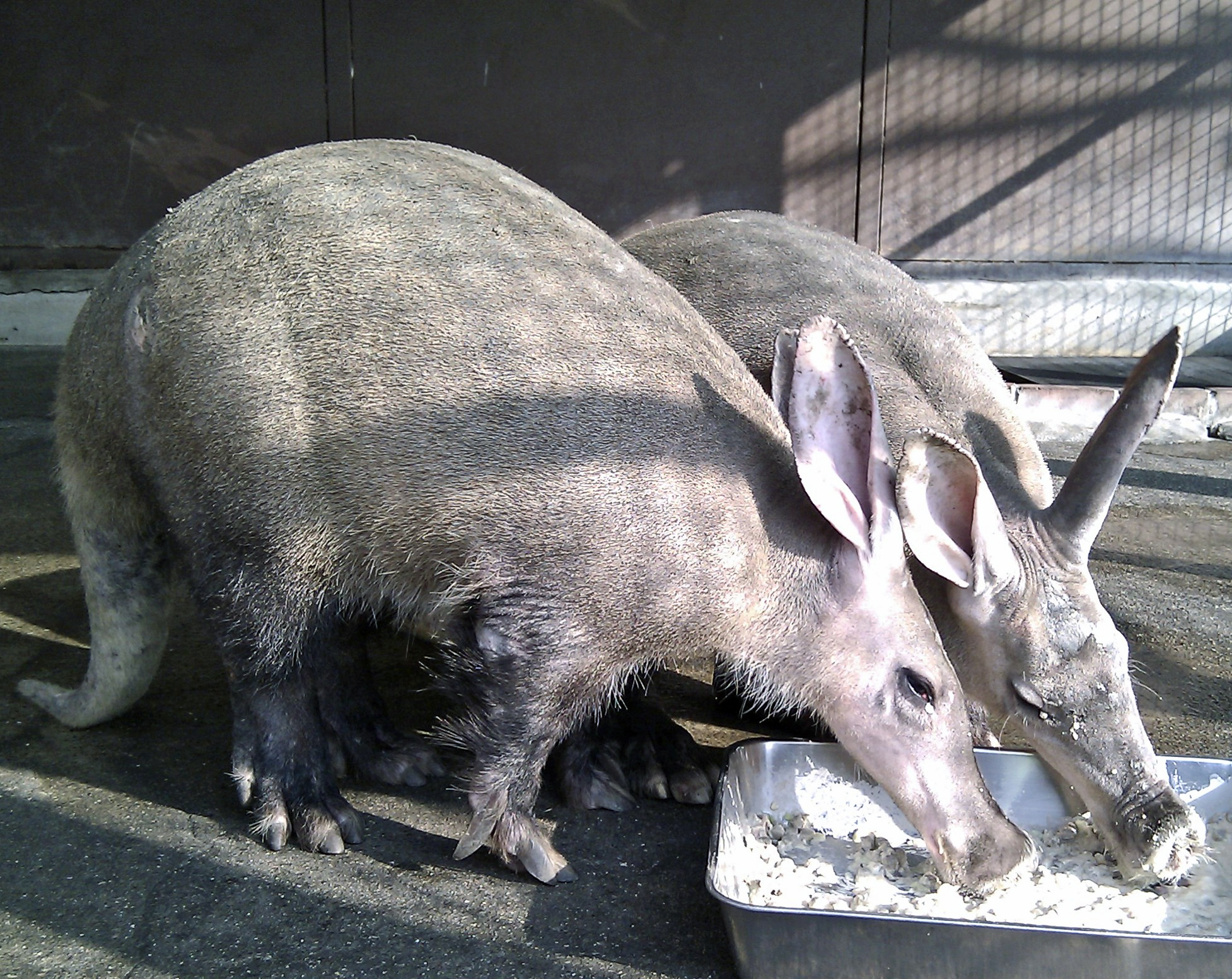
Oryctérope du Cap
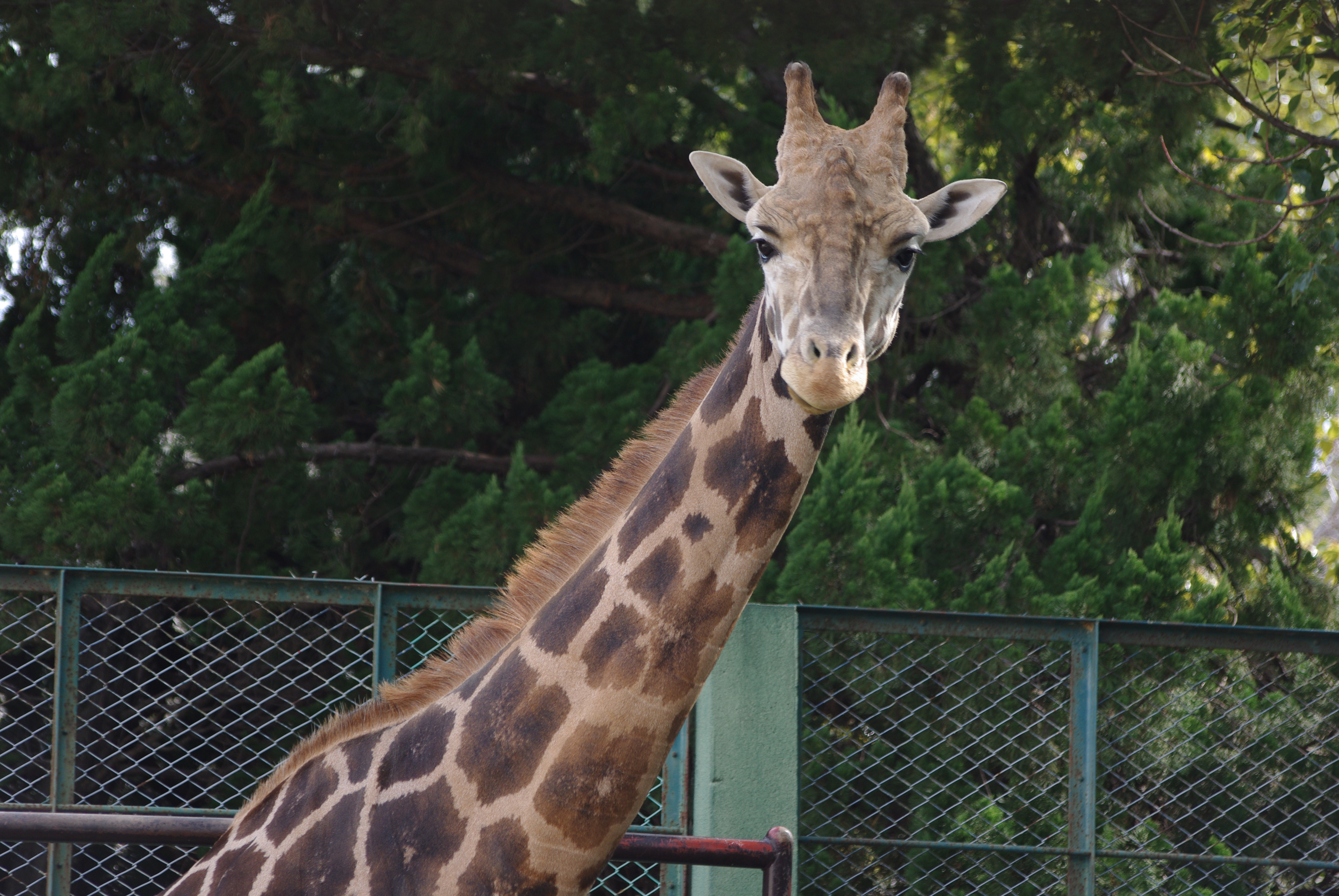
La girafe
- Ours blancs
- flamants roses